# Sirdar
Sirdar lub sardar, to szerpa, wysokogórski przewodnik, który kieruje wszystkimi szerpami w czasie wyprawy wspinaczkowej lub podczas wycieczek grupowych. Zazwyczaj sirdar jest najbardziej doświadczonym przewodnikiem. Do jego obowiązków należy m. in:
- przydzielanie obowiązków innym przewodnikom;
- zatrudnianie i opłacanie tragarzy;
- zakup żywności w czasie wspinaczki lub wycieczki;
- podejmowanie ostatecznej decyzji o wyborze trasy;
- obsługa formalnych aspektów wyprawy (np. kontakty z przedstawicielami rządowymi lub policją).

Typową karierę sirdar rozpoczyna jako tragarz, pomocnik w kuchni, następnie jako pomocniczy przewodnik, a w końcu jako sirdar. Sirdarzy zazwyczaj nie są już tragarzami, choć może się to zdarzyć, gdy trzeba nieść plecak klienta, który np. ma problemy z chorobą wysokościową.
Znanym sirdarem był Tenzing Norgay.